# Fiera del Levante
La Fiera del Levante, che nel 2025 ha raggiunto l'87ª edizione, è una delle principali fiere italiane e del Mediterraneo, con sede a Bari, nel quartiere di Marconi - San Girolamo - Fesca. Il suo ingresso principale è su Lungomare Starita, 4. Nel corso dell'anno il quartiere fieristico ospita circa trenta manifestazioni internazionali tra esposizioni, congressi ed eventi.

## Storia

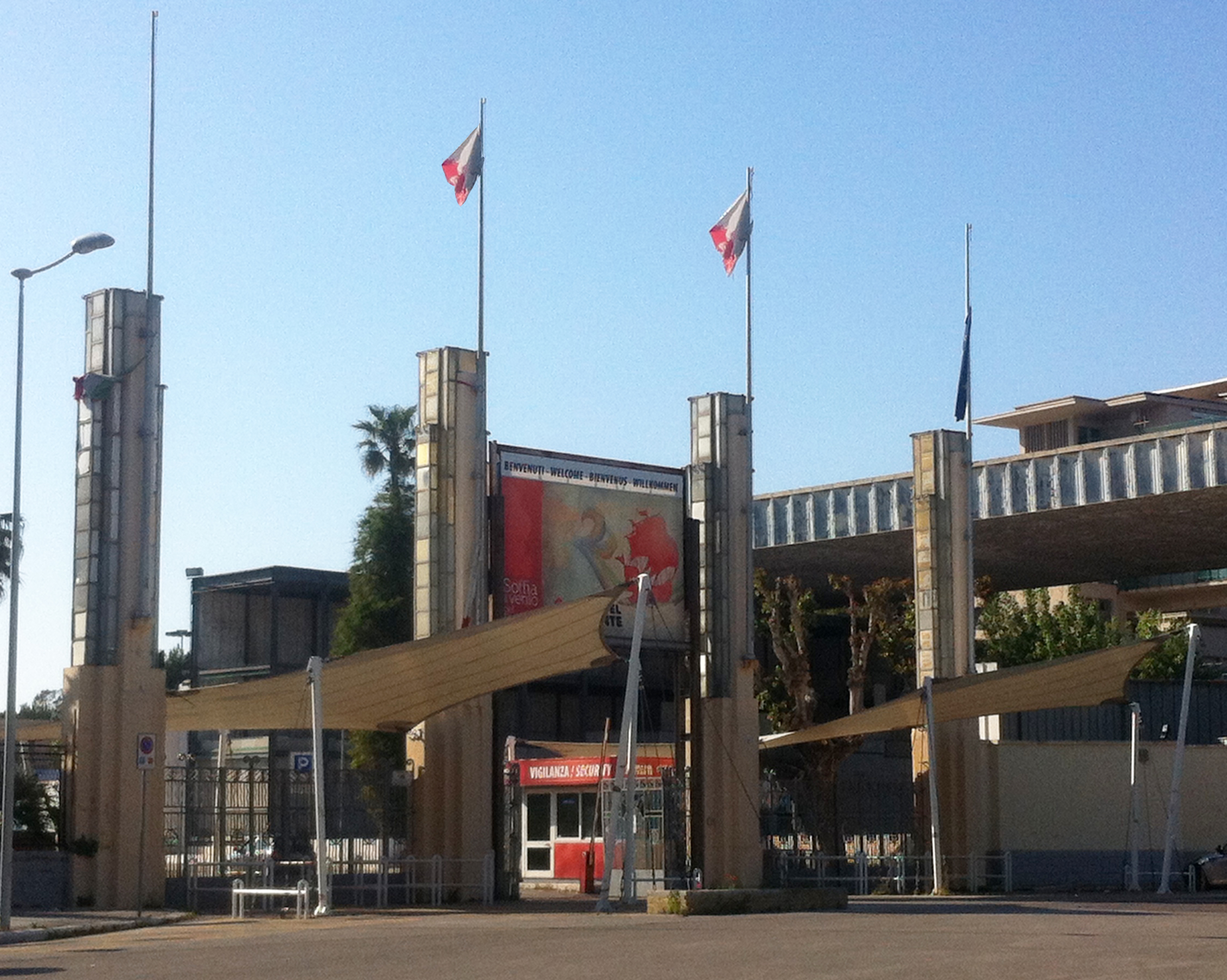
Entrata Italo Orientale della Fiera del Levante

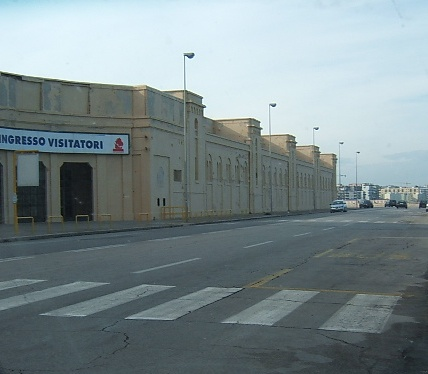
Sezione della recinzione monumentale della zona fieristica.

La Fiera nacque nel 1929 dalla congiunta collaborazione del Comune di Bari, dell'Amministrazione Provinciale e della Camera del Commercio di Bari ed opera continuativamente da quell'anno. La prima edizione della campionaria internazionale, cui la Fiera del Levante dà il nome, si è svolta nel 1930. Il logo, la nave con le vele spiegate, venne realizzato dal pittore futurista Araca (Enzo Forlivesi Montanari, 1898-1989). Da allora si ripete a settembre di ogni anno, ad eccezione del periodo compreso fra il 1940 ed il 1946 a causa delle devastazioni belliche subite dal capoluogo pugliese. Evento di punta nel programma annuale, la campionaria multi settore conta su circa 800 espositori e ospita circa 200 000 visitatori.
Nel 1969 sono nate le prime rassegne specializzate. Il quartiere fieristico di circa centomila metri quadrati è andato ampliandosi nel tempo e occupa oggi una superficie complessiva di 300 000 metri quadrati, che ospitano nel corso dell'anno circa quaranta manifestazioni. Dal 2011 la Fiera ha una nuova struttura dedicata ai convegni. Nel corso del 2012 la Fiera intende potenziare ulteriormente l'attività congressuale con la costruzione di un nuovo edificio.
La manifestazione principale è la "Campionaria". La Fiera promuove i contatti fra espositori del mercato centromeridionale, del sud est europeo e, in generale, dell'area mediterranea. Complessivamente, gli espositori che partecipano annualmente alle manifestazioni in calendario sono oltre cinquemila e oltre due milioni i visitatori, provenienti dall'Europa e dal bacino del Mediterraneo. L'indotto fieristico è valutabile in centocinquanta milioni di euro. Attualmente il presidente di Nuova Fiera del Levante è Gaetano Frulli.
Nel 2022 per la concomitanza con le elezioni politiche la manifestazione viene posticipata dal 15 al 23 del mese di ottobre.

## Manifestazioni ospitate alla Fiera del Levante
- EdilLevante - Costruire. La fiera biennale dell'edilizia per il centro-sud Italia.
- EdilLevante - Abitare. Salone di materiali, attrezzature ed impianti per l'edilizia abitativa.
- Salone dell'arredamento. Mobili, complementi e soluzioni per arredare.
- Business Center. Salone dei servizi reali per le imprese e le famiglie.
- Motus. Salone dell'Auto, Moto e Accessori.
- Bi-Mu Mediterranea. La fiera biennale delle macchine utensili e le meccatronica.
- AgriMed. Il salone dell'agricoltura pugliese.
- BTM - Business Tourism Management. Evento internazionale sul turismo.

## Espositori permanenti
- Polo culturale regione Puglia, Dipartimento Turismo e Cultura, Palazzo dei Convegni,
- InfoCamere
- Confartigianato
- Planetario Sky Scan, tensostruttura che ospita il Planetario di Bari e organizza spettacoli astronomici e laboratori scientifici
- Impact Hub Bari, spazio di coworking per innovatori sociali, affitta spazi, sale riunioni, scrivanie.
- Birrificio Bari, produzione artigianale di birra
- Puglia promozione, direzione generale
- Fondazione Apulia Film Commission, cineporti di Puglia, Bari
- Apulia film house

## Nuova Fiera del Levante S.r.l.
La Fiera del Levante ha siglato il 7 novembre 2017, un contratto di concessione con la società Nuova Fiera del Levante S.r.l. per la riqualificazione e gestione delle aree del Quartiere Fieristico di proprietà dell'Ente Autonomo Fiera del Levante. La sottoscrizione del contratto conclude la procedura di evidenza pubblica avviata nel 2014, in esecuzione della legge regionale n. 2/2009 e del relativo regolamento attuativo n. 25/2013.
Nuova Fiera del Levante S.r.l. è detenuta per l'85% dalla Camera di Commercio di Bari e per il 15% da Bologna Fiere S.p.a. e ha la concessione di parte del Quartiere Fieristico, dove realizzare le manifestazioni fieristiche e congressuali individuate dalla legge regionale.

## Vocazione internazionale
Il principale obiettivo dichiarato della fiera è l'internazionalizzazione dell'economia meridionale, contando su un mercato costituito dalle regioni del sud d'Italia, del sud est europeo, del Medio Oriente e dell'Africa settentrionale. A questo proposito risulta assai strategica la collaborazione con la Fiera di Bologna S.p.A., la quale è partner industriale della Nuova Fiera del Levante S.r.l., nonché detentrice del 15% del suo capitale sociale.
Le principali iniziative, all'estero, sono la "Fiera del Levante in Albania", le partecipazioni alla fiera di Ulma e di Essen in Germania, alla fiera internazionale di Skopje in Macedonia, a quella di Tripoli in Libia e a quella di Bucarest in Romania.

## Torneo calcistico
Nel 1951 e nel 1952, in occasione della fiera, è stato organizzato un torneo calcistico per squadre giovanili, come Lazio, Fiorentina, Sampdoria, RC France e Rapid Vienna. Nell'edizione 1951 la Lazio batte in finale la Sampdoria per 4-0, mentre in quella successiva, seconda e ultima, perde la finale per sorteggio, dopo aver pareggiato 0-0 contro la Triestina.